# Терзич, Славенко
 Славенко Терзич (серб. Славенко Терзић; род. 1949, Пандурице, у города Плевля) — сербский историк, действительный член САНУ (2021), был директором Исторического института Белграда, главным редактором всех специализированных изданий Института, членом Сената правительствa Республики Сербской. Чрезвычайный и Полномочный Посол Республики Сербия в Российской Федерации и Туркменистане.

## Биография
Родился 14 марта 1949 года в Пандурице (около Плевли, СФРЮ). Окончил философский факультет Белградского университета. Помимо сербского, говорит на русском, греческом, немецком и английском языках.

## Деятельность в Посольстве
С 24 января 2013 года — Чрезвычайный и Полномочный Посол Сербии в России.
С сентября 2013 года одновременно является также Послом Сербии в Туркменистане (на нерезидентной основе).
Признаёт российского императора Николая II реформатором и патриотом Российской империи: «Я считаю Николая II великим реформатором и патриотом своей Родины. Вызовы революции были очень жесткие, на которые нужно было жестоко реагировать, но поскольку российский император был глубоко верующим человеком, он пожертвовал собой и своей семьей ради спасения Российской империи. Вечная память Николаю II и вечная ему благодарность от Сербии и сербского народа».

## Награды
- Нагрудный знак МИД России «За вклад в международное сотрудничество» (Министерство иностранных дел Российской Федерации, 2019 год)[6].
- Орден Преподобного Серафима Саровского III степени (Русская православная церковь, 2019 год)[7].
- Национальная премия «Имперская культура» имени Эдуарда Володина (2015 год)[8][9][10].